# Xorazm (provincie)
Xorazm is een provincie (viloyat) van Oezbekistan.
Xorazm telt naar schatting 1.770.000 inwoners op een oppervlakte van 6300 km².
De provincie ligt aan de grens met de autonome republiek Karakalpakstan in Turkmenistan en grenst aan de provincie Buchara.  De rivier Amu Darja loopt door Xorazm.

## Demografie
De provincie Xorazm telt ongeveer 1.770.000 inwoners (2017).
In 2017 werden er in totaal kinderen 39.200 geboren. Het geboortecijfer bedraagt 22,2‰ en is daarmee het hoogst in Oezbekistan. Er stierven in dezelfde periode 8.200 mensen. Het sterftecijfer bedraagt 4,6‰. De natuurlijke bevolkingstoename is +31.000 personen, ofwel +17,6‰.  
De gemiddelde leeftijd is 27,8 jaar (2017). Dat is lager dan de rest van Oezbekistan.

## Belangrijke steden
- Urganch - 139.000 inwoners, provinciehoofdstad
- Xiva - 50.000 inwoners, met de historische binnenstad Itsjan Kala die op de UNESCO Werelderfgoedlijst staat

Andizan · Buchara · Fergana · Jizzax · Namangan · Navoiy · Qashqadaryo · Samarkand · Sirdarjo · Surxondaryo · Tasjkent · Xorazm

Stad: Tasjkent

Autonome republiek: Karakalpakstan